# لويس غونزاليز
لويس غونزاليز (بالإسبانية: Luis González) (مواليد 6 أغسطس 1984) هو ملاكم فنزويلي، مثّل بلاده في الألعاب الأولمبية الصيفية 2008.

## روابط خارجية
لويس غونزاليز على موقع أوليمبيديا (الإنجليزية)